# Jun Papa
Adriano R. Papa jr., detto Jun (Manila, 14 luglio 1945 – Parañaque, 27 ottobre 2005), è stato un cestista filippino.

## Carriera
In carriera ha giocato in varie squadre filippine in Manila Industrial and Commercial Athletic Association (YCO Painters, Ysmael Steel Admirals, Crispa Redmanizers) e in Philippine Basketball Association (Mythical Five, Mariwasa e Filmanbank). Con le Filippine ha vinto l'oro al Campionato asiatico 1967 e l'argento al Campionato asiatico 1971. Ha disputato inoltre due edizioni dei Giochi olimpici: Città del Messico 1968 e Monaco 1972.